# Liste der Bodendenkmale in Staßfurt
In der Liste der Bodendenkmale in Staßfurt sind alle Bodendenkmale der Stadt Staßfurt und ihrer Ortsteile aufgelistet. Grundlage ist die Veröffentlichung der Landesdenkmalliste mit Stand vom 25. Februar 2016.  Die Baudenkmale sind in der Liste der Kulturdenkmale in Staßfurt aufgeführt.
| Denkmal-ID | Fundart             | Ortsteil          | Bezeichnung                                   | Zeitstellung        | Lage | Bemerkungen | Bild |
| ---------- | ------------------- | ----------------- | --------------------------------------------- | ------------------- | --- | --- | ---- |
| 428310149  | Befestigung > Burg  | Athensleben       | Burganlage ‚Schanzenberg‘                     | undatiert           | neben dem Radweg, zwischen Bode und Ehle ()                                                                    | Bei Suche nach Wüstung ‚Ingersleben‘ zufällig entdeckt. In einem Busch zwischen Bode und Ehle. Versumpfter Graben ist gut erkennbar, ca. 8–10 m breit.                                                               |      |
| 428310118  | Wüstung             | Athensleben       | Wüstung Rothenförde                           | undatiert           | nördl. () | Markante Anhöhe mit deutlichen Gefälle Richtung Flusslauf. Größe der Wüstung im Gelände nicht zu ermitteln. |      |
| 428310116  | Befestigung > Burg  | Athensleben       | umgebaute Wasserburg (überbaut)               | Mittelalter         | an der Bode, Südteil des Ortes, Schloss (Lage)                                                                 | In Privatbesitz, gut gepflegt. Wassergraben zur Toreinfahrt verlandet. Auf Anhöhe an einer Bodeschleife. |      |
| 428310117  | Befestigung > Burg  | Athensleben       | Höhensiedlung „Kiebitzhorst“, wohl Burganlage | Mittelalter         | westl. von „Lust“, nördl. von Löderburg ()                                                                     | Wohl ehemalige Niederungsburg (Wasserburg?). Flache Erhebung im Gelände. Großteil als Wiese genutzt, Randbereich evtl. auf angrenzendem Acker.                                                                       |      |
| 428310163  | Wüstung             | Athensleben       | Siedlungen – kein OBD                         | Neolithikum         | Westseite des Löderburger Sees (Tagebau), Buschbreite ()                                                       | Leichte Anhöhe im Gelände. Suchschnitt von 1983 am Ackerrand dicht am See. |      |
| 428310108  | Befestigung         | Athensleben       | Siedlung                                      | Römische Kaiserzeit | nördl. () | Kleinere Anhöhe im Gelände. Grabung 1982. |      |
| 428310164  | Befestigung         | Brumby            | wohl Burganlage?                              | undatiert           | (Lage) | Markanter Hügel mit wallähnlichen Strukturen parallel zur Straße. Hügeldurchmesser 20–25 m, Höhe 2 m ab Wallhöhe bzw. 4 m ab Straßenniveau. Evtl. auch Burganlage mit Vorburg.                                       |      |
| 428310165  | Befestigung > Burg  | Brumby            | Rechteckiger Burgwall (Niederungsburg)        | undatiert           | Südostteil des Ortes (Lage)                                                                                    | Gut erhaltene parkähnliche Anlage mit Ruine. Wall und Graben noch vorhanden. Wall 10–12 m breit, noch bis zu 2–3 m hoch. Graben bis zu 8 m breit.                                                                    |      |
| 428310138  | besonderer Stein    | Förderstedt       | Steinkreuz                                    | Mittelalter         | im Ort, in der Kirche liegend (Sakristei), in der Nähe der Kanzel, umgelagert (früher auf dem Kirchhof) (Lage) | Zerbrochen. Bis 1950 auf dem Bürgersteig vor dem Pfarrhaus, bei Bauarbeiten herausgerissen, später auf dem Kirchhof aufgestellt.                                                                                     |      |
| 428310099  | Befestigung > Burg  | Hohenerxleben     | überbaute Höhenburg, Schloss                  | undatiert           | im Ort, an der Bode (Lage)                                                                                     | Ersterwähnung 1205. Gut gepflegt. Im Restauenwald vermutlich ein Wall gefunden, ca. 4–5 m hoch. |      |
| 428310103  | Befestigung > Burg  | Löbnitz (Bode)    | „Schusterberg“, Burgstelle/Siedlung?          | undatiert           | im Ort (Privatgrundstück) ()                                                                                   | Markante Anhöhe im Ort. Bis vor einigen Jahren noch Bebauung aus dem 15. Jh. (Adelshof?). |      |
| 428310101  | Befestigung > Burg  | Löbnitz (Bode)    | Burgstelle „Schwedenschanze“                  | Mittelalter         | südwestl., „Pfingstanger“ (Lage)                                                                               | Niederungsburg (Wasserburg) an der Bode. Ursprünglich wohl annähernd quadratisch. Größenmäßig starke Ähnlichkeit zur ausgegrabenen Burg von Haldensleben-Niendorf. Früher noch Wassergraben mit Verbindung zur Bode. |      |
| 428310102  | Befestigung > Wall  | Löbnitz (Bode)    | Langwall, „Kellerberg“, Grabhügel?            | undatiert           | im Ort () | Ähnelt den ‚Langen Hoch‘, Grabhügel von Borne. Wall/‚Berg‘ ca. 3 m hoch und ca. 12–15 m breit. Eingebaute Keller, vermutl. 19. Jh., Objekt selbst vermutl. wesentlich älter. Evtl. Grabhügel.                        |      |
| 428310109  | besonderer Stein    | Löbnitz (Bode)    | Kreuzstein/Steinplatte mit Stabkreuz          | Mittelalter         | Am Bäckerplatz, gegenüber „Löbnitzer Hof“ (Lage) | Wohl Grabplatte. Auf dem Gebiet der Wüstung Ockstedt ausgepflügt, später im Ort aufgestellt. Vermutlich für eine höher gestellte Person angefertigt. Parallelen sind bekannt, auch hier Stabkreuze abgebildet.       |      |
| 428310100  | Grabmal > Grabhügel | Löbnitz (Bode)    | Grabhügel?                                    | undatiert           | im Ort (Park, Landschaftsschutzgebiet) ()                                                                      | Ovaler Hügel, ca. 12 * 8 m groß, Höhe ca. 1,00 m. Im Umfeld Muschelschalen. Ehemaliger Teich, verfüllt. |      |
| 428310104  | Befestigung > Burg  | Löderburg         | überbaute Burgstelle                          | undatiert           | im Westteil des Dorfes, Niederungsrand an der Bode ()                                                          | Auf der Burgstelle nach der Wende ein Doppelhaus errichtet. Auf Nachbargrundstück Lagerplatz einer Baufirma, dort noch ein Bruchsteintor in Richtung Bode erhalten.                                                  |      |
| 428310107  | Grabmal             | Löderburg         | Gräberfeld?/Siedlung                          | Römische Kaiserzeit | nördl. des Thie ()                                                                                             | Leichte Anhöhe im Gelände, zur Straße ansteigend. Gräberfeld oder Siedlung. |      |
| 428310147  |                     | Löderburg         | Siedlung – kein OBD                           | Neolithikum         | westl. () | Flache Anhöhe im flachen Gelände. Silex-Artefakte und Keramikreste (Ur- und Frühgeschichte). |      |
| 428310110  | besonderer Stein    | Neundorf (Anhalt) | Steinkreuz                                    | Mittelalter         | an der L72 aus südl. Richtung des Ortes, links (Lage)                                                          | Schräg stehend. Sandstein. Im Zentrum des Kreuzes beidseitig ‚Bohrungen‘. Gut erhalten. |      |
| 428310160  | Befestigung         | Staßfurt          | Befestigung, Siedlung – kein OBD              | undatiert           | östl. () | Anhöhe auf dem Bodehochufer. Humoser Boden wird hangabwärts kiesiger. In Sichtweite (ca. 300 m entfernt) Fpl. 6 (Schanze). Keramikfragmente.                                                                         |      |
| 428310161  | Befestigung > Burg  | Staßfurt          | Befestigung, vermutl. Burganlage kein OBD     | Mittelalter         | östl., Schanze ()                                                                                              | Anhöhe (Bodehochufer) an einer Flussschlinge. Zwischen Bode und Anhöhe eine wasserführende Senke (Grabenreste?). Hangabwärts ist der humose Boden kiesiger. Keramikfragmente.                                        |      |
| 428310162  |                     | Staßfurt          | Siedlung – kein OBD                           | undatiert           | östl., Ortsrand ()                                                                                             | Markante Anhöhe im Gelände. Keramikfragmente, in der Nähe (Salzland-Druckerei) bei Erdarbeiten Funde der Römischen Kaiserzeit, u. a. Boden eines Buntmetallgefäßes.                                                  |      |
| 428310106  | Befestigung         | Staßfurt          | Niederungsburg?/Wüstung? – kein OBD           | Mittelalter         | Restauenwald, „Horst“ ()                                                                                       | Vermutl. Niederungsburg in günstiger Lage. Im Umfeld ein kleiner, Teich. Stark bewachsen, Details nicht erkennbar. Keramikreste.                                                                                     |      |